# Топан (Карагандинская область)
Топан (каз. Топан) — село в Осакаровском районе Карагандинской области Казахстана. Входит в состав Николаевского сельского округа. Код КАТО — 355659400.

## Население
В 1999 году население села составляло 117 человек (60 мужчин и 57 женщин). По данным переписи 2009 года в селе проживало 49 человек (24 мужчины и 25 женщин).